# 勹部
勹部（ほうぶ）は、漢字を部首により分類したグループの一つ。
康熙字典214部首では20番目に置かれる（2画の14番目）。

## 概要
勹部には「勹」を筆画の一部として持つ漢字を分類している。
字源としては、「包」「匍」「旬」「句」「勺」「匁」「勿」に含まれる「勹」はすべて異なる起源から生まれた筆画形状である。「旬」「句」は勹部に属さず日部・口部に属する。「包」における「勹」は子を抱く人、「匍」「匐」における「勹」は伏せた人を意味する。「勺」「勿」は象形文字で、「匁」と共に伏せた人や「包」の略体としての「勹」とは字源上関係なく、楷書の筆画上便宜的に「勹」を抽出しているだけである。

## 部首の通称
- 日本：つつみがまえ
- 中国：包字頭
- 韓国：쌀포몸부（ssal po mom bu、つつむ勹の構の部）
- 英米：Radical Wrap

## 部首字
後代の辞書に残る「勹」という文字は、「包」の略体である。「包」という字自体は人が子を抱く様子を象る。

小篆

- 中古漢語
  - 広韻 - 布交切
  - 詩韻 - 肴韻、平声
  - 三十六字母 - 幫母
- 現代漢語
  - 普通話 - ピンイン：bāo 注音： ㄅㄠ ウェード式：pao1
  - 広東語 - Jyutping:baau1
- 日本語 - 音：ホウ（ハウ）/ 訓：つつむ
- 朝鮮語 - 音：포(po) / 訓：쌀（ssal、包む）

- 小篆

## 例字
- 包・匍・匐
- 勺・匁・勿
  - 芻→艸部